# Assens (općina)
Assens je općina u danskoj regiji Južna Danska.

## Zemljopis
Općina se nalazi u zapadnom dijelu otoka Fyna, prositire se na 512 km2.

## Stanovništvo
Prema podacima o broju stanovnika iz 2010. godine općina je imala 42.054 stanovnika, dok je prosječna gustoća naseljenosti 82,14 stan/km2. Središte općine je grad Assens.

### Naselja
| Veća naselja u općini |                     |                    |
| Br.                   | Naselje             | Stanovnika (2010.) |
| 1                     | Assens              | 6.086              |
| 2                     | Glamsbjerg          | 3.232              |
| 3                     | Vissenbjerg         | 3.131              |
| 4                     | Aarup               | 3.033              |
| 5                     | Haarby              | 2.526              |
| 6                     | Tommerup Stationsby | 2.409              |
| 7                     | Tommerup            | 1.649              |
| 8                     | Ebberup             | 1.343              |
| 9                     | Brylle              | 1.184              |
| 10                    | Verninge            | 774                |

## Vanjske poveznice
- Službena stranica općine